# ジミー・ライオンズ
ジミー・ライオンズ（Jimmy Lyons、1931年12月1日 - 1986年5月19日）は、アメリカのアルトサックス奏者。セシル・テイラー・ユニットにおける長い在職期間で最もよく知られている。ライオンズは1960年代半ばからその死に至るまで、バンドの唯一のコンスタントなメンバーであった。テイラーは、ライオンズと同じくらい頻繁に他のミュージシャンと仕事をしたことがない。チャーリー・パーカーの影響を受けたライオンズの演奏は、テイラーの前衛的な音楽をジャズの伝統に結びつける役割を担った。

## 略歴
ライオンズはアメリカ合衆国ニュージャージー州ジャージーシティで生まれ、母親が家族をハーレムに続いてブロンクスへと移した9歳までそこで育った。1940年代半ばに最初のサックスを手に入れ、バスター・ベイリーからレッスンを受けた。
高校卒業後、ライオンズはアメリカ陸軍に徴兵され、韓国で21か月間、歩兵任務に従事した。その後、彼は軍楽隊で1年間演奏を行った。退役後はニューヨーク大学に通った。1950年代の終わりまでに、ライオンズはアメリカ合衆国郵便公社で働くことによって音楽への彼の興味をサポートしていた。
1960年、ライオンズはアーチー・シェップに続き、セシル・テイラー・ユニットにおけるサックス奏者の役割を果たした。彼のチャーリー・パーカーの影響を受けた音と強い旋律の感覚は、1962年のカフェ・モンマルトルでのセッション以降、そのグループのサウンドにおける決定的なパートとなった。
1970年代、ライオンズはバスーン奏者のカレン・ボルカとパーカッショニストのポール・マーフィーとともに、彼自身が率いるアンサンブルでも演奏した。彼らはしばしばスタジオ・リヴビー周辺のロフト・ジャズ・ムーブメントにおいて演奏を行った。ライオンズのグループとセシル・テイラー・ユニットは、1970年代から1980年代にかけて並行して活動を続け、トランペット奏者のラフ・マリク、ベーシストのウィリアム・パーカー、パーカッショニストのポール・マーフィーなど、同じミュージシャンが参加することがよくあった。
1976年、ライオンズはマンハッタンのイースト・ヴィレッジにあるラ・ママ・エクスペリメンタル・シアター・クラブにて、セシル・テイラーが監督したアドリアンヌ・ケネディ制作の舞台『A Rat's Mass』に出演。ミュージシャンのラシッド・バカー、アンディ・ベイ、カレン・ボルカ、デヴィッド・S・ウェア、ラフ・マリクもこの作品に出演した。テイラーの作品は、オリジナルの台本と、楽器として使われるオーケストレーションされた声によるコーラスを組み合わせたものであった。
ライオンズは1986年に54歳で肺癌によって亡くなった。彼は自分のアンサンブルで多くのレコーディングを発表しなかったが、アイラー・レコードが1972年から1985年にかけてのレコーディングを5枚組CDボックスでリリースした。

## ディスコグラフィ

### リーダー・アルバム
- 『アザー・アフターヌーンズ』 - Other Afternoons (1969年、BYG) ※with レスター・ボウイ、アンドリュー・シリル、アラン・シルヴァ
- Push Pull (1979年、Hathut)
- Riffs (1980年、hat MUSICS) ※with カレン・ボルカ、ジェイ・オリヴァー、ポール・マーフィー
- Jump Up / What To Do About (1980年、Hathut) ※with ジョン・リンドバーグ、サニー・マレイ
- Something in Return (1981年、Black Saint) ※with アンドリュー・シリル
- Burnt Offering (1982年、Black Saint) ※with アンドリュー・シリル
- Wee Sneezawee (1983年、Black Saint) ※with カレン・ボルカ、ラフ・マリク、ポール・マーフィー、ウィリアム・パーカー
- Give It Up (1985年、Black Saint) ※with カレン・ボルカ、ポール・マーフィー、ジェイ・オリヴァー、エンリコ・ラヴァ
- The Box Set (2003年、Ayler) ※5枚組CDコンピレーション。限定盤
- The Complete Remastered Recordings On Black Saint & Soul Note (2014年、Black Saint) ※5枚組CDコンピレーション

### 参加アルバム
アンドリュー・シリル
- Nuba (1979年、Black Saint)

エディ・ゲイル
- 『ブラック・リズム・ハプニング』 - Black Rhythm Happening (1969年、Blue Note)

セシル・テイラー
- 『ネフェルティティ〜ザ・ビューティフル・ワン・ハズ・カム』 - Nefertiti, the Beautiful One Has Come (1962年、Revenant)
- 『ライヴ・アット・ザ・カフェ・モンマルトル』 - Live At The Cafe Montmartre (1963年、Debut)
- 『ユニット・ストラクチャーズ』 - Unit Structures (1966年、Blue Note)
- 『コンキスタドール』 - Conquistador! (1966年、Blue Note) ※旧邦題『征服者』
- Student Studies (1973年、BYG Actuel) ※1966年録音
- 『アキサキラ：ライブ・イン・ジャパン』 - Akisakila (1973年、TRIO)
- Spring of Two Blue J's (1974年、Unit Core)
- The Great Concert of Cecil Taylor (1977年、Prestige) ※1969年録音
- 『ダーク・トゥ・ゼムセルヴズ』 - Dark to Themselves (1977年、Inner City/Enja)
- 『セシル・テイラー・ユニット』 - Cecil Taylor Unit (1978年、New World)
- 3 Phasis (1978年、New World)
- 『ライヴ・イン・ザ・ブラック・フォレスト』 - Live in the Black Forest (1978年、MPS)
- One Too Many Salty Swift and Not Goodbye (1980年、Hathut)
- 『イット・イズ・イン・ザ・ブリューイング・ルミナス』 - It is in the Brewing Luminous (1981年、Hathut)
- Winged Serpent (Sliding Quadrants) (1985年、Soul Note)
- 『ジ・エイス』 - The Eighth (1986年、Hathut)

ギル・エヴァンス・オーケストラ
- 『イントゥ・ザ・ホット』 - Into the Hot (1962年、Impulse!) ※旧邦題『ホットへの突入』（コンピレーション Mixed にも収録）

ジャズ・コンポーザーズ・オーケストラ
- 『コミュニケーション』 - Communication (1965年)
- 『エスカレーター・オーヴァー・ザ・ヒル』 - Escalator over the Hill (1971年)

ジョエル・フッターマン
- In-Between Positions (1982年、L&R)
- Moments (1983年、Ear Rational)
- Inneracion (1986年、Jdf)
- Inner Conversations (1988年、Ear Rational)
- Passage (1991年、Ear Rational)

ポール・マーフィー
- Red Snapper: Paul Murphy At CBS (1982年、CIMP)
- Cloudburst: Paul Murphy at RCA (1983年、Murphy)